# Керидо, Якоб
Якоб Керидо (Jacob Querido, ‘возлюбленный’; 1650—1690) — еврейский религиозный деятель XVII века, последователь Шабтая Цви, основатель секты дёнме.
Якоб Керидо жил в Александрии в Египте. Родом из Салоник, он был сыном Иосифа Философа и братом Иохебед, последней жены Шабтая Цви. Иохебед (которая, вслед за Шабтаем, обратилась в ислам) стала называть себя Аиша. Якоб, благодаря семейному положению, стал лидером среди большого числа сторонников Шабтая Цви.
Обратившись в ислам, он изменил своё имя на Якуп. В 1687 году вместе с большой группой учеников из дёнме он совершил хадж в Мекку.
Он умер в Александрии по возвращении из Мекки. Ему наследовал сын Берахия Руссо
(Осман-Баба).